# ダニエル・フリードマン
ダニエル・フリードマン（Daniel Friedman）は、アメリカ合衆国の弁護士、推理作家。ニューヨーク在住。メリーランド大学カレッジパーク校卒業及びニューヨーク大学ロースクール修了。
2012年に発表した処女作『もう年はとれない』（原題：Don't Ever Get Old ）が、エドガー賞 処女長編賞、アンソニー賞新人賞、国際スリラー作家協会賞にノミネートされ、マカヴィティ賞新人賞を受賞するなど高評価された。『シャーロック・ホームズ』のプロデューサー陣が映画化権を獲得している。2014年に続編『もう過去はいらない』（原題：Don't Ever Look Back ）が刊行された。
日本でも、翻訳ミステリー大賞にノミネートされたほか、文庫翻訳ミステリー・ベスト10で第4位（読者部門は第1位）、週刊文春ミステリーベスト10で第5位、このミステリーがすごい!で第5位、ミステリが読みたい!で第5位など、各種ブック・ランキングで上位にランクインした。

## 作品リスト
| 邦題               | 原題                 | 刊行年 | 刊行年月  | 訳者       | 出版社                     |
| ------------------ | -------------------- | ------ | --------- | ---------- | -------------------------- |
| もう年はとれない   | Don't Ever Get Old   | 2012年 | 2014年8月 | 野口百合子 | 東京創元社〈創元推理文庫〉 |
| もう過去はいらない | Don't Ever Look Back | 2014年 | 2015年8月 | 野口百合子 | 東京創元社〈創元推理文庫〉 |
| もう耳は貸さない   | Running Out Of Road  | 2020年 | 2021年2月 | 野口百合子 | 東京創元社〈創元推理文庫〉 |